# Jérôme Beau
Jérôme Daniel Beau (Paris, 24 de dezembro de 1957) é um prelado francês da Igreja Católica, desde 2025 é o atual arcebispo de Poitiers.

## Biografia
Realizou seus estudos eclesiásticos no Seminário Interdiocesano de Saint-Sulpice, em Issy-les-Moulineaux, e no Instituto Católico de Paris, onde obteve o título de Teólogo.
Foi ordenado diácono em 23 de outubro de 1983, na Igreja de Saint-Vincent de Paul em Paris, de Michel Louis Coloni, bispo auxiliar de Paris e recebeu a ordenação presbiteral em 23 de junho de 1984, na Catedral de Notre-Dame de Paris, do cardeal arcebispo de Paris, Jean-Marie Lustiger, sendo incardinado na Arquidiocese de Paris.
Exerceu os seguintes cargos: Vigário Paroquial de Notre-Dame de Lorette em Paris (1984-1989); Vigário Paroquial de Saint-Denis do Santíssimo Sacramento em Paris (1989-1993); Formador no Seminário Maior de Paris (1989-2001); Capelão Diocesano do Movimento Eucarístico Giovanile (M.E.G.) (1990-1993); Igreja Paroquial de Saint-Séverin em Paris e Chefe da Casa Saint-Séverin do Seminário de Paris (1993-2001); Decano do Seminário de Paris e delegado diocesano para os seminaristas (2001-2006); Diretor da Obra Vocacional (2003-2006); vigário-geral de Paris (2006-2018).
Em 1 de junho de 2006, foi nomeado pelo Papa Bento XVI como bispo auxiliar de Paris. Recebeu a ordenação episcopal como bispo titular de Privata em 8 de setembro seguinte, na Catedral de Notre-Dame de Paris, do cardeal arcebispo de Paris, André Vingt-Trois, coadjuvado por Jean-Marie Lustiger, arcebispo emérito de Paris e por Olivier de Berranger, Ist. del Prado, bispo de Saint-Denis.
Neste ofício, foi presidente do Collège des Bernardins e diretor da Escola da Catedral e na Conferência Episcopal Francesa, foi Presidente da Comissão para Ministros Ordinários e Leigos em Missões Eclesiásticas.
Em 25 de julho de 2018, foi transferido pelo Papa Francisco para a Arquidiocese de Bourges. Neste cargo, foi membro do Conselho de Recursos e Meio Ambiente da Conferência Episcopal Francesa.
Em 14 de janeiro de 2025, foi transferido para a Arquidiocese de Poitiers.